# Taenaris leanas
Taenaris leanas är en fjärilsart som beskrevs av Brooks 1944. Taenaris leanas ingår i släktet Taenaris och familjen praktfjärilar. Inga underarter finns listade i Catalogue of Life.